# Öländsk rödrock
Öländsk rödrock (Ampedus triangulum) är en skalbaggsart som först beskrevs av Robert D. Dorn 1925.  Öländsk rödrock ingår i släktet Ampedus, och familjen knäppare. IUCN kategoriserar arten globalt som livskraftig. Enligt den svenska rödlistan är arten starkt hotad i Sverige. Arten förekommer på Öland. Artens livsmiljö är skogslandskap, jordbrukslandskap.